# والسولدا
والسولدا (به ایتالیایی: Valsolda) یک کومونه در ایتالیا است که در استان کومو واقع شده‌است. والسولدا ۳۱٫۷ کیلومتر مربع مساحت و ۱٬۶۵۳ نفر جمعیت دارد.